# 파울리노 리베로

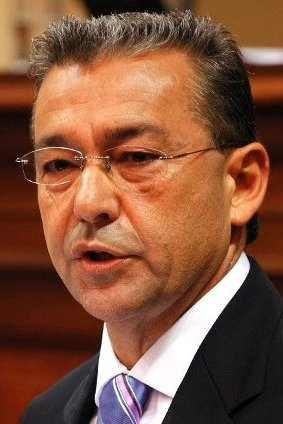
파울리노 리베로

파울리노 리베로 (Paulino Rivero Baute, 1952년 2월 11일 ~ )는 스페인의 정치인이자 교사이다. 카나리아 연합당의 당원인 리베로는 현재 카나리아 제도 자치 지방의 대통령을 맡고 있다.

## 참고
1. ↑  “Presidencia del Gobierno” (스페인어). gobiernodecanarias.org. 2010년 2월 2일. 2010년 7월 10일에 원본 문서에서 보존된 문서. 2010년 4월 1일에 확인함.

| 전임 아단 마르틴 메니스 | 제8대 대통령 2007년 ~ | 후임 현직 |